# Bolinder Munktell 230 Victor

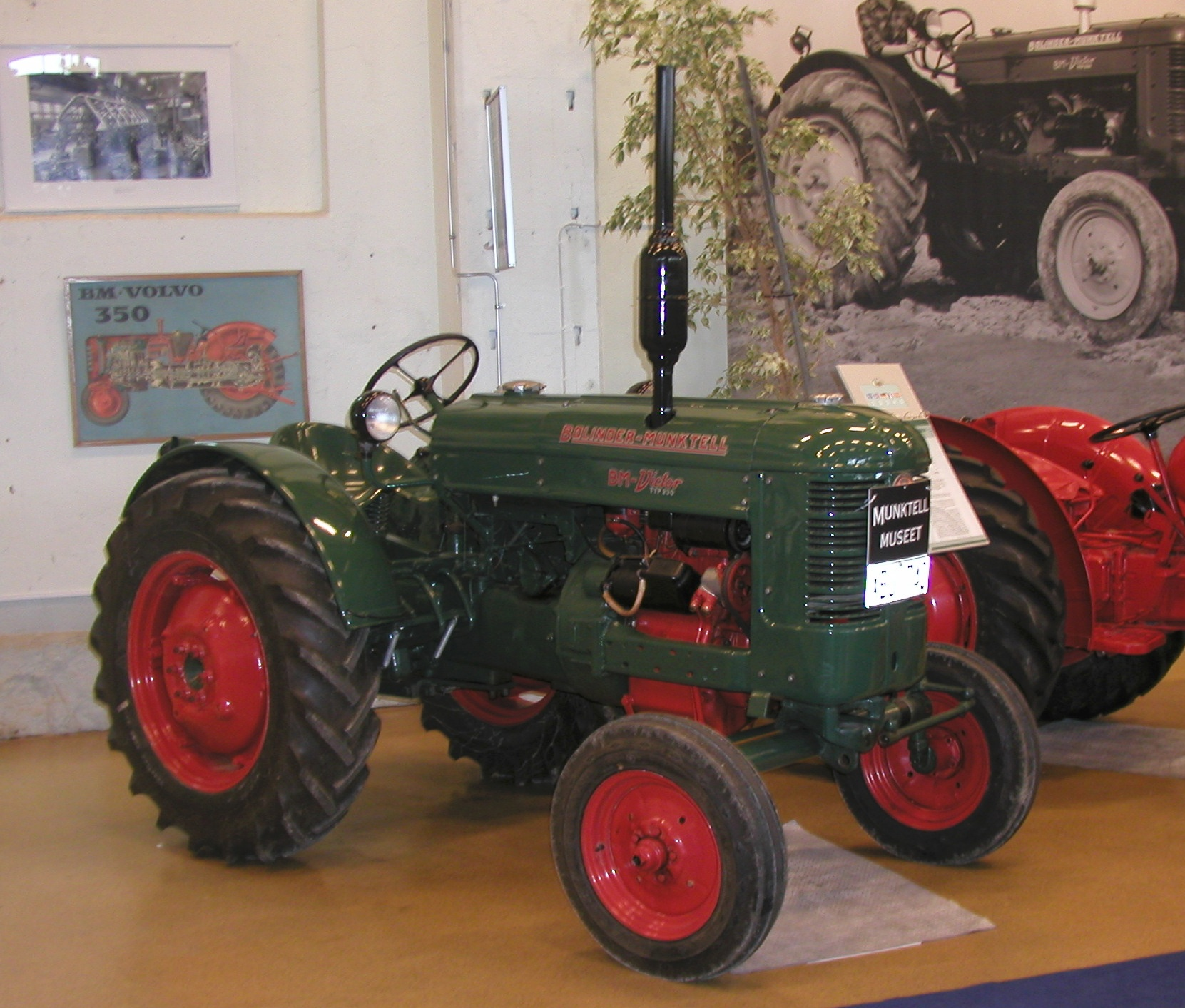
Bolinder Munktell 230 Victor, foto taget på Munktellmuseet.

Bolinder Munktell 230 Victor är en traktor som tillverkades av Bolinder Munktell mellan 1955 och 1961.
 Den har en tvåcylindrig dieselmotor med maxeffekten 33 hästkrafter. Växellådan har fem växlar framåt och en bakåt.
 Traktorn blev snabbt populär för sin segdragning, bränsleekonomi och slitstyrka, men är i flera avseenden tämligen primitiv, kraftuttaget är inte oberoende, avsaknad av differentialspärr, trepunktslyften kan bara lyfta och sänka och saknar således dragkrafts- och lägeskontroll, och på- och avstigning kan bara ske bakifrån vilket är ganska obekvämt.
 Chassiet användes också av ÖSA som bas för den helbandade skogsmaskinen BMB 230 Bamse.
 Traktorn såldes även under namnet Volvo T 230.

Traktorn har nått viss kultstatus bland veterantraktorsamlare.

## Tekniska data[1]
- Tillverkningsår: 1955-1961
- Motor: Bolinders 1052, 2-cylindrig dieselmotor
  - Motoreffekt: 33 hp, 2 000 r/min
  - Vridmoment (max) vid 800 r/min: 14,5 kpm
  - Slaglängd: 130 mm
  - Cylinderdiameter: 104,77 mm
  - Cylindervolym: 2,24 l
- Transmission/hastighet: 5 fram, maxfart 22,9 km/h, 1 back, maxfart 4,2 km/h
- Bränsletank: 55 l
- Kylsystem: 9 l
- Hjulbas: 1 850 mm
- Längd: 2 850 mm
- Bredd: 1 670 mm
- Vikt: 1 650 kg